# Koeleria nitidula
Koeleria nitidula är en gräsart som beskrevs av Josef Velenovský. Koeleria nitidula ingår i släktet tofsäxingar, och familjen gräs. Inga underarter finns listade i Catalogue of Life.